# It's Good to Be in Love
It's Good to Be in Love è un singolo del gruppo musicale britannico Frou Frou, pubblicato il 23 maggio 2003 come terzo estratto dal primo album in studio Details.

## Tracce
EU CD promo
1. It's Good to Be in Love (Radio Edit)
2. It's Good to Be in Love (Ruff & Jam Club Edit)

UK CD promo
1. It's Good to Be in Love (Ruff & Jam Club Edit)

UK 12" promo
1. It's Good to Be in Love (Watkins Love's Love Vocal Mix)
2. It's Good to Be in Love (Ruff & Jam Club Mix Extended)

UK 12" promo
1. It's Good to Be in Love (Watkins Good To Be Dub Mix)
2. It's Good to Be in Love (Dark Globe's Mondo Scuro Vocal)
3. It's Good to Be in Love (Dark Globe's Mondo Scuro Dub)

## Curiosità
- La canzone fu utilizzata nel 2003 come spot del Cornetto Algida.